# Stegococcus oleariae
Stegococcus oleariae är en insektsart som beskrevs av James Mather Hoy 1962. Stegococcus oleariae ingår i släktet Stegococcus och familjen filtsköldlöss. Inga underarter finns listade i Catalogue of Life.